# Phymaturus zapalensis
Espèce
Synonymes
- Phymaturus patagonicus zapalensis Cei & Castro, 1973

Statut de conservation UICN

 LC  : Préoccupation mineure
Phymaturus zapalensis est une espèce de sauriens de la famille des Liolaemidae.

## Répartition
Cette espèce est endémique de la province de Neuquén en Argentine. On la trouve entre 1 100 et 1 350 m d'altitude.

## Description
C'est un saurien vivipare.

## Étymologie
Son nom d'espèce, composé de somuncur et du suffixe latin -ensis, « qui vit dans, qui habite », lui a été donné en référence au lieu de sa découverte, Zapala.

## Publication originale
- Cei & Castro, 1973 : Taxonomic and serological researches on the Phymaturus patagonicus complex. Journal of Herpetology, vol. 7, no 3, p. 237-247.